# زمین‌لرزه ۱۹۲۸ فیلیپین
زمین‌لرزه فیلیپین  در تاریخ ۱۹ دسامبر ۱۹۲۸ میلادی، برابر با ‎۲۸ آذر ۱۳۰۷، ساعت ۱۱:۳۷:۱۷ به زمان یوتی‌سی در فیلیپین رخ داد. ژرفای این زلزله ۳۵ کیلومتر بود. بزرگی آن ۷٫۳ در مقیاس Mw اعلام شده‌است. زمین‌لرزه به وقت محلی در روز چهارشنبه، ساعت ۱۹ روی داده و منطقه زمانی آن یوتی‌سی +۸ بوده‌است .
سازمان زمین‌شناسی آمریکا نیز جای این زمین‌لرزه را در مختصات ۷°شمالی ۱۲۴°شرقی / ۷°شمالی ۱۲۴°شرقی و بزرگی آنرا برابر با ۷٫۳ در مقیاس ریشتر اعلام کرده‌است. 
سونامی نیز در این زلزله گزارش شده‌است.